# 淋巴毒素
淋巴毒素（lymphotoxin）属肿瘤坏死因子超家族一员，是一种肿瘤坏死因子類细胞因子，由Th1細胞产生，可诱导血管内皮细胞表面黏附分子的改變，並促進吞噬细胞与之结合。
淋巴毒素分为淋巴毒素-α（LT-α）及淋巴毒素-β（LT-β），前者旧称“肿瘤坏死因子-β”。